# Irina Loghin

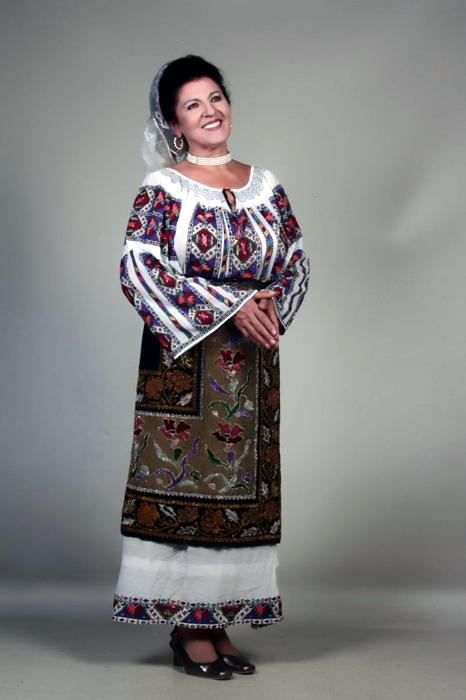
Irina Loghin (2012)

Irina Loghin (* 19. Februar 1939 in Gura Vitioarei, Kreis Prahova) ist eine rumänische Sängerin und Politikerin. Sie ist die meistverkaufte Künstlerin volkstümlicher Musik in Rumänien.

## Biografie
Loghin begann ihre Karriere als Volksmusik-Solistin und debütierte in dem Ensemble Ciocârlia aus Bukarest. 1963 gab sie ihr Radiodebüt und begründete 1967 ein erfolgreiches Duo mit Benone Sinulescu. Anfang der 1980er-Jahre wurde Elena Ceaușescu auf Loghin aufmerksam und untersagte ihr aus Neid auf ihre Popularität sämtliche Bühnenauftritte. Erst nach der Rumänischen Revolution folgten wieder Auftritte. 1998 trat Loghin der Großrumänien-Partei bei und wurde 2000 für einen Sitz im Kreis Dolj in die Abgeordnetenkammer gewählt. 2004 wurde sie für einen Sitz im Kreis Giurgiu in den Senat gewählt.
2015 verlieh Loghin in der rumänischen Synchronisation einer Hexe in der Walt-Disney-Produktion Taran und der Zauberkessel ihre Stimme.

## Privates
Irina Loghin war mit dem Ringer Ion Cernea verheiratet. Das Ehepaar hat einen Sohn und eine Tochter.

## Diskografie

### Alben
| Bădiță, De Dorul Tău                                             | Electrecord     | 1967 |
| M-au Cerut, La Maica, Doi                                        | Electrecord     | 1968 |
| Pe Drumul Căruțelor (mit Benone Sinulescu)                       | Electrecord     | 1970 |
| Întoarce-te, Bade, În Sat                                        | Electrecord     | 1972 |
| Cine N-are Dor Pe Lume                                           | Electrecord     | 1974 |
| Rămîi Mîndruțo Cu Bine (mit Benone Sinulescu)                    | Electrecord     | 1974 |
| Cei Trei Brazi De La Sinaia                                      | Electrecord     | 1974 |
| Spune Măiculiță, Spune                                           | Electrecord     | 1975 |
| Miorița                                                          | Electrecord     | 1978 |
| Mugurel De Primăvară                                             | Electrecord     | 1982 |
| Să Cânt, Cu Drag, Omului                                         | Electrecord     | 1990 |
| Deschide, Gropare, Mormîntul                                     | Electrecord     | 1992 |
| Știi, Omule, Ce E Viața?                                         | Electrecord     | 1994 |
| Către Dumnezeu Atotputernic                                      | Electrecord     | 1994 |
| Banii Mei Munciți De-o Vară                                      | Electrecord     | 1996 |
| Copii Orfani                                                     | Eurostar        | 1996 |
| Irina Loghin / Benone Sinulescu (mit Benone Sinulescu)           | Eurostar        | 1996 |
| Du-mă, Du-mă În Țara Doinelor                                    | Eurostar        | 1998 |
| Doamne, Când Ai Făcut Lumea                                      | Eurostar        | 1998 |
| Titanic... Printre Amintiri                                      | Eurostar        | 1998 |
| Iarnă, Iarnă Blestemată                                          | Eurostar        | 1998 |
| Un Om Sta, Plângea La Poartă                                     | Eurostar        | 1999 |
| De-aș Fi Iară De Treizeci De Ani                                 | Eurostar        | 1999 |
| La Cârciumioara Din Vale - Cântece De Petrecere                  | Eurostar        | 2000 |
| Colind La-nceput De Veac                                         | Eurostar        | 2000 |
| Fără Egal (mit Carmen Șerban)                                    | Zoom Studio     | 2000 |
| Vreau Tînăr Să Rămîn (mit Carmen Șerban & Adrian Copilul Minune) | Zoom Studio     | 2001 |
| De-ar Crește Via Pe Casă (mit Ion Dolănescu & Nelu Vlad)         | Eurostar        | 2002 |
| Viață, Viață, Cum Mai Treci... (mit Ion Dolănescu)               | Eurostar        | 2002 |
| Cantece De Petrecere (mit Ion Dolănescu & Nelu Vlad)             | Eurostar        | 2002 |
| Colinde                                                          | Roton           | 2003 |
| Doamne Mult Îmi Place Viața                                      | Eurostar        | 2003 |
| Mama Și Fiul (mit Fuego & Lăutarii din Chișinău)                 | RBA             | 2004 |
| Cântă, Omule Și Bea! (mit Irinuca Loghin)                        | Eurostar        | 2004 |
| Cântece Creștinești                                              | Eurostar        | 2004 |
| Valurile Vieții (mit Fuego & Lăutarii Din Chișinău)              | EuroMusic       | 2006 |
| Doamne, Mult Îmi Place Viața                                     | EuroMusic       | 2007 |
| Paștele Cu Irina & Fuego (mit Fuego)                             | Taifasuri Media | 2007 |
| O Viata De Cantec                                                | Eurostar        | 2012 |
| Cântă Mamă, Cântă (mit Fuego)                                    | EuroMusic       | 2013 |
| Din Văleni La Botoșani (mit Daniela Condurache)                  | Eurostar        | 2018 |
| Eu Sunt Tot Irina Voastră (mit Orchestra Fraților Advahov)       | EuroMusic       | 2019 |